# Апраксино (Тверская область)
Апраксино — деревня в Кашинском городском округе Тверской области России. 

## География
Деревня находится на берегу реки Вонжа в 1,5 км на восток от города Кашина.

## История
В 1695 году в селе была построена каменная Благовещенская церковь с 3 престолами. На рубеже XVIII—XIX веков храм реконструировали в стиле классицизма, а уже в первой четверти XIX столетия пристроили трёхъярусную колокольню.
В конце XIX — начале XX века село входило в состав Подберезской волости Кашинского уезда Тверской губернии.
С 1929 года деревня входила в состав Пестриковского сельсовета Кашинского района Кимрского округа Московской области, с 1935 года — в составе Калининской области, с 1994 года — в составе Пестриковского сельского округа, с 2005 года — в составе Пестриковского сельского поселения, с 2018 года — в составе Кашинского городского округа.

## Население
| 1859 | 1889 | 2002 | 2010 |
| ---- | ---- | ---- | ---- |
| 130  | ↗132 | ↘11  | →11  |

## Достопримечательности
В деревне расположена восстанавливаемая Церковь Благовещения Пресвятой Богородицы (1695).